# Лемешев Сергій Миколайович
Сергій Миколайович Лемешев — старший солдат Збройних сил України, учасник російсько-української війни, що загинув у ході російського вторгнення в Україну в 2022 році.

## Життєпис
Сергій Лемешев народився 25 серпня 1978 року у місті Дніпродзержинську (з 2020 року — Кам'янське) на Дніпропетровщині. З початком війни на сході України, упродовж 2014—2016 років був учасником АТО/ООС. Потім повернувся, бо не продовжив контракт із ЗСУ. З початком повномасштабного військового вторгнення РФ в Україну наприкінці лютого 2022 року був призваний до українського війська, перебував на передовій. Загинув 25 березня 2022 року. Панахида за загиблим воїном відбулася 31 березня в Козацькій церкві Пресвятої Покрови ПЦУ в рідному Кам'янському. Поховали Сергія Лемешева на Алеї Слави військового кладовища на Соцмісті.

## Нагороди
- Орден «За мужність» III ступеня (2022, посмертно) — за особисту мужність і самовіддані дії, виявлені у захисті державного суверенітету та територіальної цілісності України, вірність військовій присязі [3].